# Belinda Effah
Belinda Effah, née le 14 décembre 1989 à l'État de Cross River, est une actrice et présentatrice de télévision nigériane. En 2013, elle reçoit le prix Africa Movie Academy Award de l'acteur le plus prometteur.

## Jeunesse
Belinda Effah est née dans l'État de Cross River, un État côtier au sud-est du Nigeria. Elle suit son enseignement primaire et secondaire à Hillside international Nursery & Primary School et la Nigerian Navy Secondary School, à Port Harcourt. Elle poursuit ses études à l'université de Calabar et se spécialise en génétique et biotechnologie. Dans une interview accordée à The Punch journal (en), elle affirme que la nature disciplinaire de son père, envers ses 14 enfants, a été très utile dans l' élaboration de sa carrière .

## Carrière à Nollywood
Elle fait ses premiers débuts à la télévision dans la série de 2005, Shallow Waters. Ensuite, elle fait une pause des séries et figure dans l'émission de téléréalité Next Movie Star. Elle termine 5e et n'a jamais été expulsée de la maison.
Elle est présentatrice pour Soundcity TV (en), une chaîne câblée de divertissement au Nigeria. Cependant, elle quitte la station pour lancer sa propre émission de télévision intitulée Lunch Break with Belinda

### Télévision
| Année | Émission       | Rôle |
| ----- | -------------- | ---- |
| 2005  | Shallow Waters |      |
|       | The Room       |      |
|       | Tales of Eve   | Simi |

### Filmographie
| Année | Film               | Rôle  | Notes |
| ----- | ------------------ | ----- | ----- |
|       | Java's House       |       |       |
|       | Kokomaa            |       |       |
|       | Mrs Somebody       |       |       |
|       | Enquire            |       |       |
|       | Alan Poza (en)     | Bunmi |       |
|       | Apaye (en)         |       |       |
|       | Jump and Pass      |       |       |
|       | Lonely Heart       |       |       |
|       | Misplaced          |       |       |
|       | The Hunters        |       |       |
|       | After the Proposal |       |       |
|       | Cat and Mouse      |       |       |
|       | Princess Ekanem    |       |       |
|       | Bigger Ladies      |       |       |
|       | Azonto Babes       |       |       |
| 2016  | Lost Pride         | Jenny |       |
|       | Ojuju Calabar      |       |       |
|       | Stop               |       |       |
|       | Keeping Secrets    |       |       |
|       | Luke of Lies       |       |       |
|       | Folly              |       |       |
|       | Bambitious         |       |       |
|       | So in love         |       |       |
|       | Being Single       |       |       |
|       | Heroes & Villains  |       |       |
|       | Black Val          |       |       |

## Source de la traduction
- (en) Cet article est partiellement ou en totalité issu de l’article de Wikipédia en anglais intitulé « Belinda Effah » (voir la liste des auteurs).